# فلوران بيتروس
فلوران بيتروس (بالفرنسية: Florent Piétrus)‏ مواليد 19 يناير 1981، هو لاعب كرة سلة فرنسي يلعب مع فريق نانسي باسكت في الدوري الفرنسي لكرة السلة الدرجة الأولى ويحمل الرقم 11. يبلغ طوله 6 قدم 7 1⁄2 بوصة (2.0 م).

## فرق لعب لها
- سي بي إستوديانتس
- فالنسيا باسكت
- ساسكي باسكونيا
- بلنسية
- نانسي باسكت

## الميداليات
| الميدالية | المسابقة                         |
| --------- | -------------------------------- |
| برونزية   | بطولة كأس العالم لكرة السلة 2014 |
| ذهبية     | بطولة أمم أوروبا لكرة السلة 2013 |
| فضية      | بطولة أمم أوروبا لكرة السلة 2011 |

## روابط خارجية
- فلوران بيتروس على موقع الاتحاد الدولي لكرة السلة (الإنجليزية)
- فلوران بيتروس على موقع الدوري الأوروبي لكرة السلة (الإنجليزية)
- فلوران بيتروس على موقع الدوري الإسباني لكرة السلة (الإسبانية)
- فلوران بيتروس على موقع كرة السلة الأوروبية.كوم (الإنجليزية)
- فلوران بيتروس على موقع DraftExpress.com (الإنجليزية)
- فلوران بيتروس على موقع ريلجم (الإنجليزية)
- فلوران بيتروس على موقع بروبوليرز (الإنجليزية)
- فلوران بيتروس على موقع سبورتس رفرنس (الإنجليزية)
- فلوران بيتروس على موقع اللجنة الأولمبية الدولية (الإنجليزية)
- فلوران بيتروس على موقع أوليمبيديا (الإنجليزية)